# Achatia confusa
Achatia confusa är en fjärilsart som beskrevs av Jacob Hübner 1827. Achatia confusa ingår i släktet Achatia och familjen nattflyn. Inga underarter finns listade i Catalogue of Life.